# Магомедов, Магомед-Султан Байболатович
Магомед-Султа́н Байбола́тович Магоме́дов (кум. Магьамматланы Магьамматсолтан Байболатны уланы; род. 7 июля 1955, Махачкала, Дагестанская АССР, СССР) — российский государственный и общественный деятель. Был государственным секретарём Республики Дагестан с 2021 до 2025 года. Председатель Народного Собрания Республики Дагестан (2010—2013). Основатель и бывший президент футбольного клуба «Анжи» (Махачкала).

## Биография
Магомед-Султан Магомедов родился 7 июля 1955 года в Махачкале. По национальности — кумык.
Окончил исторический факультет Дагестанского государственного университета. С 1975 года работал оператором, начальником АЗС, заместителем директора Махачкалинской распределительной нефтебазы. В 1989 году был назначен директором Махачкалинского предприятия по обеспечению нефтепродуктами. С 1991 по 2005 год работал в должности генерального директора объединения «Дагнефтепродукт». С 2005 года был генеральным директором ОАО «Дагестаннефтепродукт».
14 марта 2012 года после отказа от поста депутата Государственной Думы РФ президента Дагестана Магомедсалама Магомедова получил его вакантный мандат. Однако на следующий день стало ясно, что и Магомед-Султан Магомедов отказался от депутатского мандата.
Депутат Народного Собрания Республики Дагестан 1, 2, 3, 4, 5, 6 и 7 созывов, кандидат экономических наук.
С 24 марта 2010 года по 7 февраля 2013 года Председатель Народного Собрания Республики Дагестан.
22 ноября 2021 года назначен на должность Государственного секретаря Республики Дагестан.

### Уголовное дело
25 июня 2025 года стало известно о проведении в доме Магомедова следственных действий. После обыска в его доме Магомедов был задержан. Следственные действия связаны с делом о хищении в ходе приватизации ОАО «Дагнефтепродукт» и деятельности компании «МСБ-Холдинг». 1 июля 2025 года был отправлен в отставку с поста государственного секретаря Республики Дагестан.

## Спортивная деятельность
Является основателем и первым президентом футбольного клуба «Анжи».

## Награды
- Звание «Почётный работник нефтеснабжения РСФСР»
- Медаль «За трудовую доблесть»
- Орден «За заслуги перед Республикой Дагестан»